# Maison de Nassau
Pour les articles homonymes, voir Nassau.
La maison de Nassau (en Luxembourgeois: "Haus vun Nassau"), fait remonter son origine à un frère de Conrad Ier, de Franconie, roi de Germanie en 911. Valéran Ier de Laurenbourg en Nassau (mort en 1198) et Valéran II de Nassau (mort en 1276) commencent à proprement parler de la famille souveraine de Nassau.

## Histoire
À la mort de Henri II de Nassau en 1251, la maison de Nassau se divise en deux lignées, la walramienne et l'ottonienne. Cette dernière, qui règne au XIXe et au XXe siècle sur les Pays-Bas, hérite en 1530 de la principauté d'Orange en faveur de Guillaume de Nassau dit le Taciturne, membre influent de la cour de Charles Quint à Bruxelles et qui devient le héraut de la révolte des grands Pays-Bas contre Philippe II d'Espagne avant de devenir stathouder des Pays-Bas du nord. Par ses descendants, Guillaume est le fondateur de la maison royale de Nassau qui donne un roi à l'Angleterre et une dynastie aux Pays-Bas. Depuis 1530, la famille de Nassau de la branche des Pays-Bas porte le titre de princes d'Orange dont Guillaume le Taciturne hérite, par transmission féodale, de la maison de Chalon.
La ligne walramienne, après avoir fourni un empereur, Adolphe de Nassau (1293-1298), se subdivise en de nombreuses branches, qui toutes se réduisent à une seule, en 1605, sous Louis II de Nassau-Weilburg. Cette dernière se fractionne de nouveau en Nassau-Sarrebruck, Nassau-Idstein (de), Nassau-Weilbourg. La deuxième s'éteint en 1721 ; de la première sortent deux rameaux, dits Nassau-Sarrebruck et Nassau-Usingen, qui s'éteignent en 1797 et 1816 respectivement. La troisième branche, Nassau-Weilbourg, représente donc depuis 1816 toute la ligne walramienne et en réunit toutes les possessions. De cette troisième branche sont issus, depuis 1890 et la fin de l'union personnelle avec les Pays-Bas, les souverains (grands-ducs) de Luxembourg. Avec le décès de la grande-duchesse Charlotte le 9 juillet 1985 disparaît l'avant-dernière représentante de toute la maison de Nassau : la dernière Nassau est la comtesse Clotilde de Nassau-Merenberg (en) (née en 1941), d'une branche cadette (devenue aînée en 1912) descendant du demi-frère du grand-duc Adolphe Ier de Luxembourg.
Les comtes de Nassau s'agrandissent sous les Hohenstaufen. Walram Ier et Robert II suivent Frédéric Ier Barberousse à la troisième croisade ; l'empereur Adolphe de Nassau achète les margraviats de Misnie et de Lusace mais s'attire par là des querelles qui finissent par lui coûter l'Empire et la vie.
Ses descendants durent à des mariages les comtés de Sarrebruck et de Sarrewerden, aujourd'hui principalement dans l'actuel département français du Bas-Rhin, ainsi que de nombreuses seigneuries. L'un d'eux est créé prince d'Empire par Charles IV, titre qui est confirmé en 1688 et 1737. En 1806, les deux branches régnantes de la maison de Nassau (Nassau-Usingen et Nassau-Weilburg) sont les deux princes allemands à signer leur adhésion à la confédération du Rhin. En 1814, ils obtiennent voix à la Diète.

## Pour approfondir